# 于莱什
于莱什（匈牙利語：Üllés）是匈牙利琼格拉德州所辖的一个村。总面积49.88平方公里，总人口3170，人口密度63.6人/平方公里（2011年1月1日）。